# Feline (Ella Eyre)
Feline è il primo album in studio della cantante inglese Ella Eyre, pubblicato nel 2015.

## Tracce
1. Together – 3:33
2. If I Go – 3:03
3. Always – 3:32
4. Good Times – 3:56
5. Comeback – 3:22
6. Gravity (DJ Fresh featuring Ella Eyre) – 3:17
7. Deeper – 3:28
8. Two – 3:27
9. Even If – 4:02
10. All About You – 3:39
11. Home – 3:34
12. Alone Too – 3:27
13. Worry About Me – 3:29
14. Typical Me – 3:06